# Aymen Barkok
Aymen Barkok (en arabe : أيمن بركوك), né le 21 mai 1998 à Francfort-sur-le-Main en Allemagne, est un footballeur international marocain évoluant au poste de milieu offensif à Schalke 04.
Formé à l'Eintracht Francfort, il fait ses débuts en Bundesliga à l'âge de dix-huit ans et remporte la Coupe d'Allemagne en 2018 avant d'être prêté pendant deux saisons au Fortuna Düsseldorf. À son retour à l'Eintracht Francfort, il remporte la Ligue Europa en 2022.
Possédant également la nationalité allemande, il participe à l'Euro -19 ans sous les couleurs allemandes et devient international espoirs avec l'Allemagne avant de trancher définitivement en faveur de l'équipe du Maroc, son pays d'origine, en 2020 sous le sélectionneur Vahid Halilhodžić et prend part à la Coupe d'Afrique 2021.

## Biographie

### Naissance et jeunesse
Aymen Barkok naît à Francfort en Allemagne dans une famille marocaine originaire de Casablanca. Il commence le football dans un club de son quartier, le SG Praunheim puis en 2009 au Rot-Weiss Francfort où il jouera deux saisons avant de rejoindre le Kickers Offenbach.  

### Formation à l'Eintracht Francfort et prêt (2016-2022)
En 2013, il débute à l'Eintracht Francfort sa formation de joueur professionnel et y signe son premier contrat le 20 octobre 2016. Un mois plus tard, le 20 novembre, à l'âge de dix-huit ans, il débute officiellement en Bundesliga  face au Werder Brême, remplaçant à la 75e minute Mijat Gaćinović et marque également son premier but à la dernière minute du match. Un mois plus tard, le 20 décembre, il marque son deuxième but face au FSV Mainz. Aymen Barkok est alors perçu comme une pépite du football allemand, parvenant à être convoqué en équipe d'Allemagne espoirs dès ses dix-huit ans. Il termine sa première saison à la onzième place du classement de Bundesliga et dispute en total dix-huit matchs. En Coupe d'Allemagne, il dispute en total un seul match. Son équipe atteint la finale le 27 mai 2017 contre le Borussia Dortmund, match dans lequel Aymen Barkok entre en jeu dans les dernières minutes du match (défaite, 1-2). Aymen Barkok dispute seulement neuf matchs en championnat allemand. Le joueur se blesse souvent et débute rarement titulaire à la suite de la concurrence en équipe première. Son équipe atteint à nouveau la finale de la Coupe d'Allemagne face au Bayern Munich (défaite, 1-3), compétition dans laquelle il ne prend qu'une fois part. Son équipe atteint la huitième place du classement de la Bundesliga.
Le 20 juin 2018, il est prêté pour la durée d'une saison au Fortuna Düsseldorf, club promu en Bundesliga. Lors de la première saison, il dispute douze matchs de championnat. Il termine à la dixième place du classement de Bundesliga et dispute un seul match en coupe d'Allemagne. En mai 2019, le Fortuna Düsseldorf concrétise avec l'Eintracht Francfort le prolongement du prêt d'Aymen Barkok.
Lors de la saison 2019-2020, Aymen Barkok dispute sa pire saison de sa carrière à la suite des problèmes internes du club. Sous risques de faillites, le club vend une grande partie de ses joueurs titulaires. Le 14 août 2019, alors que son club se prépare à commencer la saison, Aymen Barkok se blesse gravement à son épaule et est contraint de manquer 108 jours et de manquer quatorze matchs. De retour au Fortuna Düsseldorf, il dispute seulement cinq matchs avant de se blesser à nouveau le 11 juin 2020, encore une fois à l'épaule. Le club termine à la dix-septième place du classement de la Bundesliga et descend en deuxième division.
En août 2020, il retourne à l'Eintracht Francfort après un passage en prêt au Fortuna Düsseldorf. Il joue en tant que doublure d'Erik Durm et entre très souvent en jeu. Le 21 novembre 2020, il marque son premier but de la saison contre le RB Leipzig (match nul, 1-1). Un mois plus tard, le 15 décembre 2020, il marque son deuxième but de la saison contre le Borussia Mönchengladbach (match nul, 3-3). Lors du mercato hivernal de la saison 2020-2021, il est courtisé par le FC Séville grâce à ses prestations sur le terrain en championnat de Bundesliga. Le 22 mai 2021, il dispute son dernier match de la saison 2020/21 contre le SC Fribourg (victoire, 3-1). Son équipe termine la saison à la cinquième place de Bundesliga. Au total, il dispute 26 matchs en championnat, marque deux buts et délivre trois passes décisives. Il dispute également deux matchs en Coupe d'Allemagne.

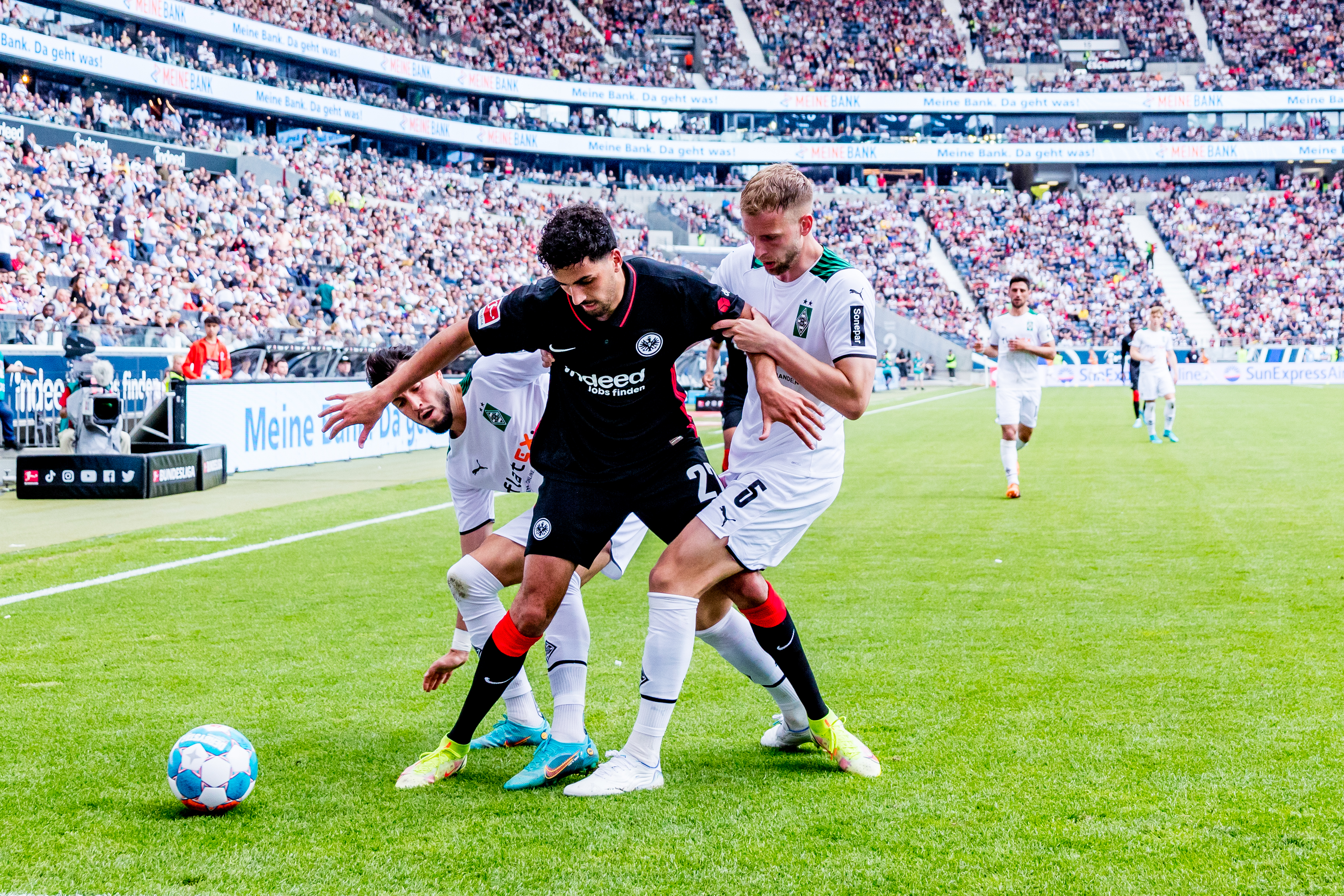
Aymen Barkok en duel face à Christoph Kramer, le 8 mai 2022 face au Borussia Mönchengladbach.

Lors de la saison 2021-22, il dispute seulement cinq matchs en championnat, un autre en Ligue Europa et un dernier en Coupe d'Allemagne. Le 18 mai 2022, il remporte la Ligue Europa après une finale disputée face à Rangers FC (match nul, 1-1, victoire aux penaltys). Lors de ce match, il n'entre pas en jeu et reste pendant 120 minutes sur le banc. Cependant, il termine sa saison en championnat à la onzième place du classement.

### FSV Mayence (depuis 2022)
Le 1er juillet 2022, il s'engage pour la durée de trois saisons au FSV Mayence 05 pour une somme de 1,8 million d'euros. Il hérite du numéro 4 sous l'entraîneur Bo Svensson.
Le 31 juillet 2022, il dispute son premier match à l'occasion d'un match de Coupe d'Allemagne face au FC Erzgebirge Aue en entrant en jeu à la 81e minute à place de Dominik Kohr (victoire, 0-2). Le 18 octobre 2022, il entre en jeu en Coupe d'Allemagne face au VfB Lübeck à la 68e minute en remplaçant Marcus Ingvartsen et inscrit son premier but de la saison à la 88e minute grâce à une passe décisive d'Angelo Fulgini.

### En équipe nationale

#### Entre l'Allemagne et le Maroc
Aymen Barkok possède la double nationalité allemande et marocaine. Il reçoit très tôt l'intérêt de la fédération allemande de football et participe à un match amical avec l'Allemagne -16 ans et deux avec les moins de 17 ans en 2014. En 2017, avec les moins de 19 ans, il participe au championnat d'Europe, y joue trois matchs et inscrit un but contre les Pays-Bas.
Au début de 2018, alors que l'équipe du Maroc se prépare pour la Coupe du monde, il est mis sous pression par les médias marocains pour son choix de sélection, il déclare : « Mes grands parents sont Marocains, ça serait vraiment magnifique de jouer pour le Maroc. Mais pour l'instant je suis toujours occupé à m'améliorer avec l'équipe d'Allemagne des espoirs. Je me préoccupe pas trop de ce qui viendra par la suite. »
Le 18 août 2019, il est présélectionné par l'adjoint Patrice Beaumelle avec le Maroc olympique pour une double confrontation contre l'équipe du Mali olympique comptant pour les qualifications à la Coupe d'Afrique des moins de 23 ans. Le joueur ne sera finalement pas retenu sur la liste définitive.

#### Maroc
Le 1re octobre 2020, il est convoqué pour représenter le Maroc à l'occasion de deux matchs amicaux face au Sénégal et la République démocratique du Congo sous le sélectionneur Vahid Halilhodžić. Le 9 octobre 2020, titulaire pour sa première sélection face au Sénégal, il réalise une passe décisive sur le deuxième but signé Youssef En-Nesyri (victoire 3-1).
Le 9 octobre 2021, il inscrit son premier but international sur une passe décisive de Ayoub El Kaabi à l'occasion d'un match de qualification à la Coupe du monde 2022 face au Guinée-Bissau au Stade Mohammed-V de Casablanca (victoire, 0-3).
Le 23 décembre 2021, il figure officiellement dans la liste des 28 joueurs sélectionnés de Vahid Halilhodžić pour la CAN 2022 au Cameroun. Blessé lors des deux premiers matchs de poule, Aymen Barkok devient une deuxième option à partir du troisième match à la suite des belles prestations régulières de sa doublure Selim Amallah. Le 18 janvier 2022, à l'occasion du troisième match de poule,  il entre en jeu à la 57e minute à la place de Fayçal Fajr face au Gabon et dispute ses premières minutes à la CAN 2022 (match nul, 2-2). En huitièmes de finale, il entre en jeu à la 80e minute à la place d'Imrân Louza et dispute dix minutes face au Malawi (victoire, 2-1). Le 30 janvier 2022, il est titularisé en quarts de finale face à l'Égypte, adversaire face auquel le Maroc mène un zéro à la mi-temps grâce à un but sur penalty de Sofiane Boufal à la 7e minute,. Lors de ce match, il dispute la quasi-totalité du temps réglementaire avant de céder sa place sa place à la 104e minute à Zakaria Aboukhlal, quatre minutes après avoir encaissé le deuxième but égyptien. Le Maroc se voit ainsi éliminé de la Coupe d'Afrique (défaite, 2-1),,,.
Le 25 mai 2022, il est convoqué pour un match de préparation à la Coupe du monde 2022 face aux États-Unis ainsi que deux autres matchs qualificatifs à la CAN 2023 face à l'Afrique du Sud et au Liberia. Le 9 juin, il débute en tant que titulaire à l'occasion du premier match des éliminatoires de la Coupe d'Afrique 2023 face à l'Afrique du Sud et remporte difficilement le match sur le score de 2-1,,. Il est remplacé à la 60e minute par Azzedine Ounahi.

## Statistiques

### En club
| Saison                | Club                      | Championnat           | Championnat | Championnat | Championnat | Coupe(s) nationale(s) | Coupe(s) nationale(s) | Coupe(s) nationale(s) | Compétition(s) continentale(s) | Compétition(s) continentale(s) | Compétition(s) continentale(s) | Compétition(s) continentale(s) | Total | Total | Total |
| Saison                | Club                      | Division              | M.          | B.          | P.d.        | M.                    | B.                    | P.d.                  | Comp.                          | M.                             | B.                             | P.d.                           | M.    | B.    | P.d.  |
| 2016-2017             | Eintracht Francfort       | Bundesliga            | 18          | 2           | 2           | 1                     | 0                     | 0                     | -                              | -                              | -                              | -                              | 19    | 2     | 2     |
| 2017-2018             | Eintracht Francfort       | Bundesliga            | 9           | 0           | 1           | 1                     | 0                     | 0                     | -                              | -                              | -                              | -                              | 10    | 0     | 1     |
| 2020-2021             | Eintracht Francfort       | Bundesliga            | 23          | 2           | 3           | 2                     | 0                     | 0                     | -                              | -                              | -                              | -                              | 25    | 2     | 3     |
| 2021-2022             | Eintracht Francfort       | Bundesliga            | 4           | 0           | 0           | 1                     | 0                     | 0                     | C3                             | 1                              | 0                              | 0                              | 6     | 0     | 0     |
| Sous-total            | Sous-total                | Sous-total            | 54          | 4           | 6           | 5                     | 0                     | 0                     | -                              | 1                              | 0                              | 0                              | 60    | 4     | 6     |
| 2018-2019             | Fortuna Düsseldorf (prêt) | Bundesliga            | 12          | 0           | 0           | 1                     | 0                     | 0                     | -                              | -                              | -                              | -                              | 13    | 0     | 0     |
| 2019-2020             | Fortuna Düsseldorf (prêt) | Bundesliga            | 6           | 0           | 0           | 2                     | 0                     | 0                     | -                              | -                              | -                              | -                              | 8     | 0     | 0     |
| Sous-total            | Sous-total                | Sous-total            | 18          | 0           | 0           | 3                     | 0                     | 0                     | -                              | 0                              | 0                              | 0                              | 21    | 0     | 0     |
| 2022-2023             | FSV Mayence               | Bundesliga            | 23          | 0           | 1           | 3                     | 1                     | 0                     | -                              | -                              | -                              | -                              | 26    | 1     | 1     |
| 2023-2024             | FSV Mayence               | Bundesliga            | 13          | 1           | 0           | 1                     | 0                     | 0                     | -                              | -                              | -                              | -                              | 14    | 1     | 0     |
| Sous-total            | Sous-total                | Sous-total            | 36          | 1           | 1           | 4                     | 1                     | 0                     | -                              | 0                              | 0                              | 0                              | 40    | 2     | 1     |
| 2023-2024             | Hertha Berlin (prêt)      | 2. Bundesliga         | 12          | 1           | 0           | 1                     | 0                     | 0                     | -                              | -                              | -                              | -                              | 13    | 1     | 0     |
| Total sur la carrière | Total sur la carrière     | Total sur la carrière | 120         | 6           | 7           | 13                    | 1                     | 0                     | -                              | 1                              | 0                              | 0                              | 134   | 7     | 7     |

## Palmarès

### En club
Eintracht Francfort
- Coupe d'Allemagne
  - Vainqueur : 2018
  - Finaliste : 2017
- Ligue Europa
  - Vainqueur : 2022